# Jet de Genève
Jet d'Eau (zw. także Jet de Genève) − najwyższa fontanna w Europie, znajdująca się w Genewie, symbol miasta.
Wyrzuca wodę w górę na wysokość 140 metrów, z prędkością 200 km/h. Kiedyś był to zwykły zawór wody systemu hydraulicznego Genewy. Fontanna jest czynna cały rok (w zimę tylko do godziny 16, latem nawet do 23).
Oświetla ją dwanaście reflektorów o łącznej mocy 9000 watów.